# Spongipellis malicola
Spongipellis malicola är en svampart som först beskrevs av Lloyd, och fick sitt nu gällande namn av Ginns 1984. Spongipellis malicola ingår i släktet Spongipellis och familjen Polyporaceae.   Inga underarter finns listade i Catalogue of Life.